# Кастельфранко-ін-Міскано
Кастельфранко-ін-Міскано (італ. Castelfranco in Miscano) — муніципалітет в Італії, у регіоні Кампанія, провінція Беневенто.
Кастельфранко-ін-Міскано розташоване на відстані близько 230 км на схід від Рима, 90 км на північний схід від Неаполя, 32 км на північний схід від Беневенто.
Населення — 929 осіб (2014).
Щорічний фестиваль відбувається 24 червня. Покровитель — святий Іван Хреститель.

## Демографія
Населення за роками:

Станом на 1 січня 2023 року в муніципалітеті офіційно проживало 35 іноземців з 8 країн, серед них 12 громадян країн Євросоюзу та 4 громадяни України.

## Сусідні муніципалітети
- Аріано-Ірпіно
- Фаето
- Джинестра-дельї-Ск'явоні
- Гречі
- Монтекальво-Ірпіно
- Монтефальконе-ді-Валь-Форторе
- Розето-Вальфорторе